# Vientos de agua
Vientos de agua es una serie de televisión argentino-española que narra el fenómeno de la inmigración a través del exilio de un asturiano en 1934 hacia Argentina, huyendo de problemas políticos, y el retorno de su hijo en 2001 debido a la crisis económica de ese país. Protagonizada por Eduardo Blanco, Ernesto Alterio y el primer actor Héctor Alterio. Coprotagonizada por Pablo Rago, Pilar Punzano, Francesca Trentacarlini, Giulia Michelini, Rubén Ochandiano, Caterina Murino, Bárbara Goenaga, Valeria Bertuccelli, Marta Etura, Angie Cepeda y Claudia Fontán.
Fue creada por el director argentino Juan José Campanella —autor de películas como Luna de Avellaneda, El hijo de la novia, El mismo amor, la misma lluvia y El secreto de sus ojos—  y coproducida por 100 Bares, Icónica Films, Pol-ka y Telecinco, tratándose del producto de ficción más caro de la historia de esta última. La serie consta de trece episodios de 72 minutos de duración.
Se estrenó en España el 3 de enero de 2006 en horario prime time de los martes, emitiendo los dos primeros episodios. Sin embargo, los pobres resultados de audiencia hicieron que se trasladase a la franja horaria nocturna de los viernes. Tras dos emisiones en este horario, Telecinco la retiró de su programación el 4 de febrero, argumentando que buscaba evitar la piratería por Internet. Por su parte, se estrenó en Canal Trece de Argentina el 21 de mayo del mismo año, los domingos por la noche. En este país, los niveles de audiencia no respondieron en su totalidad a las expectativas; sin embargo, la producción fue emitida en su integridad, aunque con frecuentes cambios de día y horario de emisión. La serie se encuentra disponible en formato DVD y fue una de las series de televisión más vendidas de 2006 en España. Ahora también se encuentra disponible en la plataforma Netflix.

## Argumento
La serie se inicia en 1934 con la historia de José Olaya (Ernesto Alterio), un asturiano anarquista de 19 años que trabaja con su padre y su hermano Andrés en una mina de carbón. Un día ocurre un escape de gas y Andrés pide al capataz que deje salir a los trabajadores, entre los que había niños. El capataz desoye la petición y Andrés desobedece la orden de volver al trabajo, evacuando a los mineros; sin embargo, resulta mortalmente herido en un derrumbe. José y su padre logran llevar a un agonizante Andrés a su casa, donde muere rodeado por su familia. Esa misma noche, José decide estallar la mina en venganza y tras hacerlo, es perseguido por la Guardia Civil.  Su madre le pide que se exilie en Argentina con el dinero que tenía ahorrado su hermano fallecido y adopte su identidad. José mantendrá en secreto el fallecimiento de su hermano y se hará llamar Andrés por sus futuros amigos y familia.
Paralelamente, en 2001, el hijo menor de un envejecido José (Héctor Alterio), Ernesto Olaya (Eduardo Blanco) es un arquitecto porteño sin trabajo que sufre la antesala de la crisis económica de ese año. Junto con su esposa e hijos, deciden emigrar a España, pero el denominado Corralito bloqueó sus depósitos bancarios impidiéndole comprar cuatro pasajes de avión. Sin embargo, su padre le ofrece dinero suficiente para que viaje solo. Ernesto se traslada a Madrid, donde conoce a Ana (Marta Etura), una camarera veinteañera que lo ayuda a instalarse en un departamento compartido con Mara (Angie Cepeda), una joven inmigrante ilegal colombiana. Ernesto observa como sus planes de progreso se desmoronan ante una lenta burocracia española y las restricciones y xenofobia que sufren los inmigrantes. A pesar de esto, miente a su familia sobre su verdadera situación, haciéndoles creer que vive solo y con buenas expectativas de trabajo.
Volviendo al pasado, José se embarca rumbo a Argentina, conociendo en su viaje a Juliusz Lazlo (Pablo Rago), un joven judío de nacionalidad húngara y a Gemma (Francesca Trentacarlini/Giulia Michelini), una niña italiana de nueve años que perdió a su familia. Juntos se instalan en un conventillo del barrio porteño de La Boca. El argumento continúa durante las décadas de 1940 y 1950 con las vivencias de José con el estallido de la guerra civil española, la historia de amor entre Juliusz y Gemma, el panorama político argentino durante el peronismo y con las distintas mujeres que pasan por la vida de José, como su primera esposa Sophie (Caterina Murino) y la segunda, Lucía (Valeria Bertuccelli), quien terminaría siendo la madre de Ernesto.
Por su parte, Ernesto consigue temporalmente un trabajo ilegal en un estudio de arquitectos. Eventualmente, a causa de la falta de sinceridad y la larga separación con su familia, empiezan a surgir roces entre Ernesto y su esposa Cecilia (Claudia Fontán), quien comienza una relación extramatrimonial con un compañero de su trabajo. Ya al final de la serie, Cecilia y Ernesto se divorcian, y este último empieza a tener sentimientos hacia su compañera de vivienda Mara, con quien se termina casando y teniendo un hijo.
Por último, en 2005, Ernesto —quien ya goza de la doble nacionalidad y un trabajo estable como arquitecto— y su padre visitan Asturias. Allí José se encuentra con los fantasmas de su pasado; decide matar al capataz que mandó a la mina a su hermano hace 70 años y más tarde suicidarse para reunirse con sus amigos. Finalmente recapacita y se da cuenta de que tiene una vida en el presente. La serie termina con Ernesto y su padre sentados frente a la tumba de Andrés, mientras José finalmente le revela su secreto.

## Elenco
El trío protagónico está compuesto por actores argentinos pero con la doble nacionalidad española. Ernesto Alterio interpreta a José Olaya entre los 19 y los 43 años, mientras que su padre en la vida real, Héctor Alterio, lo hace cuando el personaje tiene 86 y 90. Si bien los dos actores no comparten ninguna escena juntos, sí lo estuvieron durante el rodaje. Héctor Alterio remarcó que encontró «muy divertido» el trabajar juntos y que inevitablemente surgieron «códigos familiares». También se refirió a la serie y a su papel como una historia que «trasunta emoción, bondad y, fundamentalmente, entretenimiento. Es una satisfacción trabajar con Campanella. Son ofertas que se aceptan con los ojos cerrados». Completa la terna Eduardo Blanco, quien asume el papel de Ernesto Olaya, hijo de José. El actor repitió con el director Campanella por cuarta vez.
El elenco de los personajes del siglo XX se compone con los argentinos Pablo Rago como el húngaro Juliusz Lazlo y Valeria Bertuccelli como Lucía, las italianas Francesca Trentacarlini y Giulia Michelini como Gemma —la primera interpreta el personaje con nueve años y la segunda a partir de los catorce— además de Caterina Murino, quien interpretó anteriormente a Solange, una de las chicas Bond de Casino Royale. También aparecen los españoles Rubén Ochandiano como el joven anarquista Vidal, Pilar Punzano como Laia, una inmigrante que trabaja en un cabaret, Bárbara Goenaga como Felisa Olaya, la hermana de José, Silvia Abascal como Henar, el primer amor de José, y Susi Sánchez como su madre. 
En cuanto a los personajes del siglo XXI, aparecen la donostiarra Marta Etura como Ana, Carlos Kaspar como Illie, un inmigrante rumano y la colombiana Angie Cepeda. Claudia Fontán interpreta a la mujer de Ernesto, mientras que Mariano Bertolini y Manuela Pal a sus hijos Tomás y Alicia, respectivamente. En los últimos capítulos hace su aparición el personaje Javier, interpretado por El Gran Wyoming.

## Producción

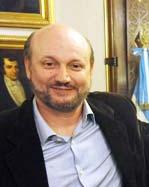
Juan José Campanella

La serie fue creada por el cineasta argentino Juan José Campanella quien halló inspiración para la historia en sus familiares emigrantes. Eduardo Blanco, quien protagoniza la serie también afirmó: «Se trata de una historia que, desgraciadamente, no es propia. Yo mismo tengo un tío nacido en Galicia que hace 50 años se vino a Argentina con una mano delante y otra detrás, y que, tras la crisis, y con más de setenta años, se ha tenido que volver a España con una mano delante y otra detrás». También hizo referencia a su abuelo, a quien dedicó la serie: «El hecho de que Vientos de agua constituya un homenaje a su memoria, no significa que Julio Quintana haya servido de modelo para el personaje de Andrés [...]. Yo diría que representan caracteres opuestos. Andrés es uno de esos asturianos graves, dedicados en alma y cuerpo al trabajo y a la familia. Mi abuelo se tomaba la vida más a la ligera». Su intención con esta obra, afirma, no es de «dar una lección a los españoles», sino «recordar lo que es ser el extraño».
Campanella también produjo, dirigió y escribió varios episodios, una actividad que definió como un «trabajo de esclavos». También participaron los directores Bruno Stagnaro (dos episodios), Paula Hernández (uno) y Sebastián Pivotto (tres). En el guion colaboraron Juan Pablo Domenech (ocho episodios), Alejo Flah (siete), Áurea Martínez (seis) y la nominada al premio Oscar por La historia oficial Aída Bortnik, en tres episodios.
La producción estuvo a cargo de Telecinco en colaboración con 100 Bares, Pol-ka e Icónica, perteneciente a José Nolla Fernández. Al momento de su estreno, se trataba del producto de ficción más ambicioso llevado a cabo por la cadena en materia de presupuesto, producción y nivel artístico, según afirmó Alberto Carullo, su director de antena. Su presupuesto alcanzó aproximadamente los 600 mil euros por episodio, contabilizando un total de casi ocho millones de la misma moneda.
El rodaje se llevó a cabo en 140 locaciones repartidas en Asturias, Buenos Aires y Madrid. En el Principado, los escenarios fueron el acantilado de la playa de Estaño y los alrededores del Museo Etnográfico del Pueblo de Asturias, en Gijón; Casa Amador, en Sotrondio; la mina "Las hermanas" y la iglesia de Santibáñez de Murias, Prieres, en el parque natural de Redes; Soto de Agües, en Sobrescobio y el Museo de la Minería y la Industria, en El Entrego. En la capital argentina, se construyeron en estudios del barrio de Palermo un modelo de los interiores y una mitad de la cubierta del trasatlántico ficticio Aquitaine, en el que emigrarán José Olaya y otros personajes, proceso que demandó 45 días más cuatro de grabación. Además, se construyó el departamento de tres ambientes del barrio madrileño de Lavapiés, donde se instalarán Ernesto y Mara.

## Recepción
La serie recibió generalmente buenas críticas en ambos lados del Atlántico. Sergi Pàmies del periódico español El País definió la serie como una «crónica de dos épocas con tierra y tiempo de por medio y, sin embargo, tan dolorosamente parecidas. La familia, la historia, los principios, los abusos de poder y la caza a la que el destino somete a los más débiles son los elementos de esta aventura sobre el exilio en sus múltiples variantes. También es una reflexión sobre cómo el desarraigo crea vínculos y mitos que pueden salvarte o destruirte. Me temo que las audiencias obtenidas no cubren ni las expectativas ni la inversión pero, precisamente por eso, no dejen de verla. El estreno de Vientos de agua merece un estruendoso aplauso». El diario Clarín de Buenos Aires afirmó que la serie «es una superproducción notable sobre la inmigración. Pero es también un retrato íntimo de personajes entrañables, con actuaciones a medida, como las de Ernesto Alterio y Pablo Rago, entre tantas para destacar».
Por su parte, Javier Pérez de Albéniz, del también matutino español El Mundo, criticó el bajo nivel de la televisión de ese país diciendo que la serie es «una bofetada en la cara de todos los productores de bazofia embuchada en forma de ficción. Vientos de agua es la prueba de que, si se quiere (y se sabe), es posible hacer buenas series, buena televisión. [...] ¿Las audiencias? En casos como éste las cuotas de pantalla son, más que nunca, índices de embrutecimiento. Vientos de agua ha estado por debajo de lo previsto por la cadena y Telecinco se ve obligada a cambiarla de día, en un desesperado intento por salvar tan importante producto. No me sorprenden las malas audiencias: si las televisiones llevan años alimentando a los asnos con paja seca es difícil que estos aprecien la miel a la primera. Y Vientos de agua es un tarro grande de jugosa miel, una frasca enorme que se ha derramado sobre el resto de series españolas pringándolas hasta el ridículo. Si antes ya estaban cubiertas de moscas, ahora sí que no quiero ni mirar». De la misma manera, Pablo Sirvén del diario porteño La Nación también criticó el bajo nivel de las producciones actuales y cómo los cambios de horarios deterioraron el producto en Argentina: «Cuando en 2006 Juan José Campanella intentó devolverle a la televisión calidad con su estimable miniserie Vientos de agua, que recreaba las inmigraciones cruzadas entre España y la Argentina, la experiencia valía la pena de ser apoyada porque elevaba sustancialmente el nivel del medio. Sin embargo, Canal 13 no la cuidó, la movió cuantas veces se le antojó de día y horario en un autosabotaje inexplicable. Vientos de agua tenía una cuidada reconstrucción de épocas y apuntaba a capítulos cruciales de la vida de ambos pueblos. Aportar conocimientos y sentido de la tolerancia al público de la televisión redunda en una mejor vida social de todos».
Desde Asturias se recibieron críticas sobre el mal uso del asturiano por parte de organismos como la Academia de la Llingua Asturiana, encargada de su normativización, quien afirmó que había errores y calificaba la misma como una oportunidad perdida. También la decana de la Facultad de Filología de la Universidad de Oviedo expresó su malestar por el empleo inapropiado de las formas gramaticales asturianas al tiempo que mostraba su alegría por la elección de dicho idioma y su correspondiente subtitulado en castellano.
Respondiendo a las bajas cifras de audiencia en España, Telecinco optó por cambiar el horario de transmisión a los viernes por la madrugada, donde permaneció por dos emisiones. Tras esto, la cadena decidió estrenar la serie en FDF, su canal de Televisión Digital Terrestre en febrero. El 6 de mayo de 2006 la serie salió a la venta en DVD en España. Campanella reconoció que este era el formato idóneo para la serie, ya que esta «ha interesado a un público más acostumbrado a seguir producciones cinematográficas». Finalmente, la serie fue estrenada con éxito el 28 de enero de 2008 en Televisión del Principado de Asturias —la televisión autonómica asturiana—, donde consiguió un 11% de la cuota de pantalla.
En Argentina, la serie consiguió una media de 11 puntos de índice de audiencia. Recibió múltiples nominaciones para los premios Clarín Espectáculos de 2006, aunque sólo ganó en el rubro musicalización. También fue nominada en los Premios Martín Fierro, donde resultó ganadora en las categorías de Mejor Unitario o Miniserie, Mejor Autor/Libretista, Mejor Director, Mejor Tema Musical Original y Mejor Producción Integral. El actor canario Quique Hernández obtuvo una nominación como mejor actor secundario en los Premios de la Unión de Actores por su breve aparición en la serie.
El domingo 7 de enero de 2007 la serie fue reestrenada en la cadena HBO. Además de la emisión dominical, contaba con una repetición los jueves.
Durante el mes de mayo de 2009, la serie ha sido repetida en la televisión pública argentina (Canal 7), de lunes a jueves a las 23 horas.